# 중산함 사건

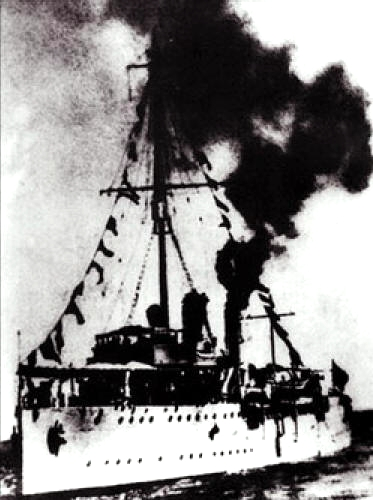
중산함

공산당원 지휘하에 군함 중산함이 황포에 들어오자, 공산당 해군이 반란을 기도한다는 구실로 공산당 간부와 소련 군사고문을 체포하여 연금시키며 1차 국공합작 중 공산당과 국민당 내 균열이 발생되는 시발점이 된다.

## 같이 보기
- 4·12 사건
- 군벌 시대